# Roeselia protogigas
Roeselia protogigas är en fjärilsart som beskrevs av Inoue 1970. Roeselia protogigas ingår i släktet Roeselia och familjen trågspinnare. Inga underarter finns listade.